# Lovesexy
Albums de Prince
Sign o' the Times
(1987) Batman
(1989)
Lovesexy est le 10e album studio de Prince, paru le 10 mai 1988. Lovesexy est publié alors en remplacement du fameux Black Album, dont la sortie est subitement annulée fin 1987. Le Black Album et Lovesexy agissent presque comme des pièces complémentaires dans la discographie du chanteur, partageant le titre When 2 R In Love, mais sont presque opposés dans le thème. L'album a été enregistré en seulement sept semaines, de mi-décembre 1987 à fin janvier 1988, dans le nouveau studio d'enregistrement de Prince Paisley Park, et la majeure partie de l'album a été réalisée par Prince, seul. Il sera numéro 1 des charts au Royaume-Uni, en Suisse et en Suède, avant de dégringoler dans les charts.
Le titre d'ouverture Eye No est enregistré avec l'intégralité du groupe (Miko Weaver à la guitare, Levi Seacer, Jr. à la basse, Doctor Fink et Boni Boyer aux claviers, Eric Leeds au saxophone, Atlanta Bliss à la trompette et Sheila E. à la batterie). Sheila E. joue la batterie sur plusieurs morceaux et assure les chœurs, avec Boni Boyer, Eric Leeds et Atlanta Bliss, ce dernier au cor d'harmonie sur la plupart des pistes, et Ingrid Chavez interprète l'introduction sur Eye No, d'après l'un de ses poèmes. Par opposition à la sortie du vinyle, la première édition du CD de Lovesexy ne contenait qu'une seule piste mixant les neuf titres, empêchant d'accéder directement à un morceau et obligeant à écouter l'album en entier. Les dernières éditions comportent les neuf pistes séparées.

## Album
Le thème de l'album est la lutte entre le bien et le mal, ou Camille et Spooky Electric, respectivement Dieu et Satan, la vertu et le péché (même si, avec le caractère Gemini qu'il a développé en 1989, ces "aspects" peuvent aussi représenter "l'ego et l'alter ego"), les thèmes éternels du travail de Prince, finalement un vrai mélange du point culminant de "Love is God", "God is Love" et de "Girls and Boys love God above" dans le titre "Anna Stesia".
Prince se réfère à Lovesexy comme un album de Gospel. Il est ouvert par un sermon de toutes sortes; Eye No, une piste énergétique positif conseillant aux gens de se libérer de leurs vices et de rejeter Satan, et affirmant sa croyance en Dieu, en utilisant sa chaire tyrannique pour encourager l'auditeur à faire de même. Eye No est une adaptation d'une chanson intitulée The Ball, provenant du projet "Crystall Ball". La chanson se termine par une gamme harmonique et une segue de conversations (à l'origine enregistrée sur la version originale de "Eye No", "The Ball", qui est enchaîné avec une autre chanson. Les "conversations", l'ambiance des parties de fonds sont utilisés ultérieurement sur l'album Graffiti Bridge comme segue entre "We Can Funk" et Joy in Repetition), amenant à l'album le single le plus vendu, Alphabet St., qui mêle musique dance, du rock et du rap avec des paroles ludiques sur le sexe, fanfaronnade, et le sentiment d'état céleste Lovesexy. Vient ensuite le titre "Glam Slam", une piste de danse énergique qui comprend le groupe entier de Prince. La chanson se termine par un solo de cordes d'une musique presque classique (jouée sur un clavier), évoquant The Phantom of the Opera. La fin de la première face du vinyle est le titre Anna Stesia, un nombre confessionnel sincère divulguant de divers péchés de la chair, à la fin, Prince promet de consacrer sa vie à la musique et à Dieu.

## Liste des titres
Toutes les chansons sont écrites et composées par Prince.
| No | Titre            | Durée |
| -- | ---------------- | ----- |
| 1. | Eye No           | 5:47  |
| 2. | Alphabet St.     | 5:38  |
| 3. | Glam Slam        | 5:04  |
| 4. | Anna Stesia      | 4:56  |
| 5. | Dance On         | 3:44  |
| 6. | Lovesexy         | 5:48  |
| 7. | When 2 R In Love | 4:01  |
| 8. | I Wish U Heaven  | 2:43  |
| 9. | Positivity       | 7:15  |

## Composition du groupe
- Prince - chant, guitares, basse, claviers, synthétiseurs, batterie, percussions, arrangements
- Miko Weaver - guitares
- Levi Seacer, Jr. - basse, chœurs
- Doctor Fink - claviers
- Boni Boyer - orgue Hammond, claviers, chant
- Eric Leeds - saxophone
- Atlanta Bliss - trompette
- Sheila E. - batterie, percussions, chant

## Charts
| Pays             | Chart                            | Meilleure position | Nombre de semaines | Réf   |
| ---------------- | -------------------------------- | ------------------ | ------------------ | ----- |
| Australie        | ARIA Charts                      | 13                 | 6                  | [ 2 ] |
| Autriche         | Ö3 Austria Top 40                | 3                  | 28                 | [ 3 ] |
| États-Unis       | Billboard 200                    | 11                 | 20                 | [ 4 ] |
| États-Unis       | Billboard Top R&B/Hip-Hop Albums | 5                  | 10                 | [ 4 ] |
| Norvège          | VG-lista                         | 2                  | 18                 | [ 5 ] |
| Nouvelle-Zélande | Rianz                            | 1                  | 18                 | [ 6 ] |
| Royaume-Uni      | UK Albums Chart                  | 1                  | 32                 | [ 7 ] |
| Suède            | Sverigetopplistan                | 1                  | 8                  | [ 8 ] |
| Suisse           | Swiss Music Charts               | 1                  | 12                 | [ 9 ] |